# Benny Haag
Benny Haag, född 8 maj 1961 i Katarina församling i Stockholm, är en svensk skådespelare.

## Biografi
Haag debuterade som skådespelare i Peter Schildts TV-serie Lycka till 1980. Hans stora genombrott kom 1988 när han spelade huvudrollen i TV-serien Xerxes. Haag genomgick Teaterhögskolan i Stockholm 1985-1988 och anställdes sedan vid Dramaten där han var verksam fram till 2002. Haag har kommit att specialisera sig på monologer. Under flera år spelade han, fritt efter Jan Guillous roman, Ondskan på Dramaten, där han (i berättarform) gjorde alla rollerna själv. Med Ondskan har han också gjort en landsomfattande turné. I samma spår har han fortsatt med Working Class Hero, som handlar om en allt annat än idyllisk uppväxt inom arbetarklassen samt Inte mer än fullt, tack. Den sistnämnda är en monolog om ett barns uppväxt i en familj där fadern har alkoholproblem.
Haag har medverkat i reklamfilmer och varit programledare för travprogrammet Vinnare i TV4. Han har även skrivit flera böcker, bland annat den självbiografiska Ingenting är möjligt som utkom 2012. 2009 grundade han Spritpartiet, vilket dock lades ned en tid efter riksdagsvalet 2010.

## Filmografi (i urval)
- 1980 – Lycka till (TV-serie)
- 1982 – Time Out (TV-serie)
- 1983 – Öbergs på Lillöga (TV-serie)
- 1983 – Farmor och vår Herre (TV-serie)
- 1988 – Xerxes (TV-serie)
- 1988 – Vargens tid
- 1996 – Sexton (TV-serie)
- 1997 – Kenny Starfighter (TV-serie)
- 1998 – Längtans blåa blomma (TV-serie)
- 1999 – Jakten på en mördare (TV-serie)
- 2005 – Den utvalde
- 2008 – Allt flyter
- 2009 – Livet i Fagervik (TV-serie)
- 2011 – Solsidan (TV-serie)
- 2011 – Maria Wern (TV-serie)
- 2022 – Kenny Starfighter – Dr Deo slår tillbaka (TV-serie)

## Teater

### Roller (ej komplett)
| År   | Roll                                                    | Produktion                                                                                     | Regi            | Teater   |
| ---- | ------------------------------------------------------- | ---------------------------------------------------------------------------------------------- | --------------- | -------- |
| 1988 | Filch                                                   | Tolvskillingsoperan (Die Dreigroschenoper) Bertolt Brecht och Kurt Weill                       | Peter Langdal   | Dramaten |
| 1990 | Feder Bläck Läkaren Malrutz                             | Amorina Carl Jonas Love Almqvist                                                               | Peter Stormare  | Dramaten |
| 1991 | Odd Gubbens son Odd Böjgen Dåre Synnöve, i tredje delen | Peer Gynt Henrik Ibsen                                                                         | Ingmar Bergman  | Dramaten |
| 1991 | Benvolio                                                | Romeo och Julia (The Tragedy of Romeo and Juliet) William Shakespeare                          | Peter Langdal   | Dramaten |
| 1991 | Michael                                                 | Peter Pan J.M. Barrie                                                                          | Jackie Söderman | Dramaten |
| 1992 | Aladdin                                                 | Aladdin eller Den underbara lampan (Aladdin, eller Den forunderlige Lampe) Adam Oehlenschläger | Richard Looft   | Dramaten |
| 1994 | Studenten                                               | Spöksonaten August Strindberg                                                                  | Andrzej Wajda   | Dramaten |

## Ljudboksuppläsningar (i urval)
- 2010 – Jiddra inte av Patrik Pelosio och Theodor Lundgren

## Spritpartiet
Spritpartiet var ett kortlivat svenskt enfrågeparti som argumenterade för att svenskarnas alkoholkonsumtion borde halveras inom tio år från år 2010. Det grundades av Benny Haag hösten 2009. Man tog aldrig några mandat i riksdag, landstings- eller kommunfullmäktige, men fick ändå en ersättningsplats i Nacka kommun (som Kristdemokraterna gav partiet).
Partiets språkrör var Haag själv och Pär Carlsson. I riksdagsvalet 2010 fick partiet 237 röster och blev det trettonde största partiet utanför riksdagen. Före valet fick partiet viss medial uppmärksamhet, bland annat då partiets grundare uppmanade människor att rösta på partiet i en debattartikel i Aftonbladet, och då Mats Olsson i Expressen meddelade att han ämnade rösta på Spritpartiet.
Partiet ställde även upp i kommunvalet i Nacka, där man fick 65 röster. Trots att det var långt mindre än vad som krävdes för att få mandat, så fick partiets förstanamn i kommunvalet, Patrik Pelosio, ändå en ersättarplats i Nackas fritidsnämnd genom att Kristdemokraterna gav bort en plats. Detta gjorde de då de ansåg att partiets målsättning om halverad spritkonsumtion var bra.